# Iekaterina Ossitchkina
Iekaterina Sergueïevna Ossitchkina (en russe : Екатерина Сергеевна Осичкина) est une joueuse de volley-ball russe née le 2 avril 1986 à Kovrov. Elle mesure 1,92 m et joue au poste de centrale. Elle totalise 14 sélections en équipe de Russie.

## Clubs
| Club                     | De        | À         |
| ------------------------ | --------- | --------- |
| Toulitsa Toula           | 2001-2002 | 2007-2008 |
| Universitet-Vizit        | 2008-2009 | 2008-2009 |
| Indesit Lipetsk          | 2009-2009 | 2009-2009 |
| Nadejda Serpoukhov       | 2009-2010 | 2009-2010 |
| Avtodor-Metar            | 2010-2011 | 2010-2011 |
| Dinamo Krasnodar         | 2011-2012 | 2012-2013 |
| JVK Ienisseï Krasnoïarsk | 2015-2016 | …         |

## Palmarès
- Challenge Cup
  - Vainqueur : 2013.